# Pseudoceros dimidiatus
Pseudoceros dimidiatus  (лат.) — морской плоский червь отряда поликладид класса ресничных червей или (по другой классификации) Rhabditophora.

## Описание
Общая длина тела до 8 см. Окраска бархатисто-черная с желтыми или белыми полосами, ширина и расположение которых могут очень отличаться у разных особей. Обычно две широкие продольные желтые полосы тянутся по бокам от псевдощупалец к заднему концу тела, образуя по средине такую же длинную чёрную полосу. Но они могут быть и узкими поперечными, образующими зебровидный рисунок. В любом варианте окраски края тела всегда окаймлены ярко-оранжевой полосой. Такая яркая и очень контрастная окраска предупреждает хищников о несъедобности этого червя. Брюшная сторона серо-чёрная с оранжевой каймой по краям.

## Ареал и места обитания
Обитает на внешних склонах коралловых рифов в тропических водах Индийского и западной части Тихого океанов.